# Бетенхаузен
Бетенхаузен (нем. Bethenhausen) — община в Германии, в земле Тюрингия. 
Входит в состав района Грайц. Подчиняется управлению Ам Браметаль. Население составляет 262 человека (на 31 декабря 2010 года). Занимает площадь 3,08 км².
Коммуна подразделяется на 2 сельских округа.